# Palacio Atxa

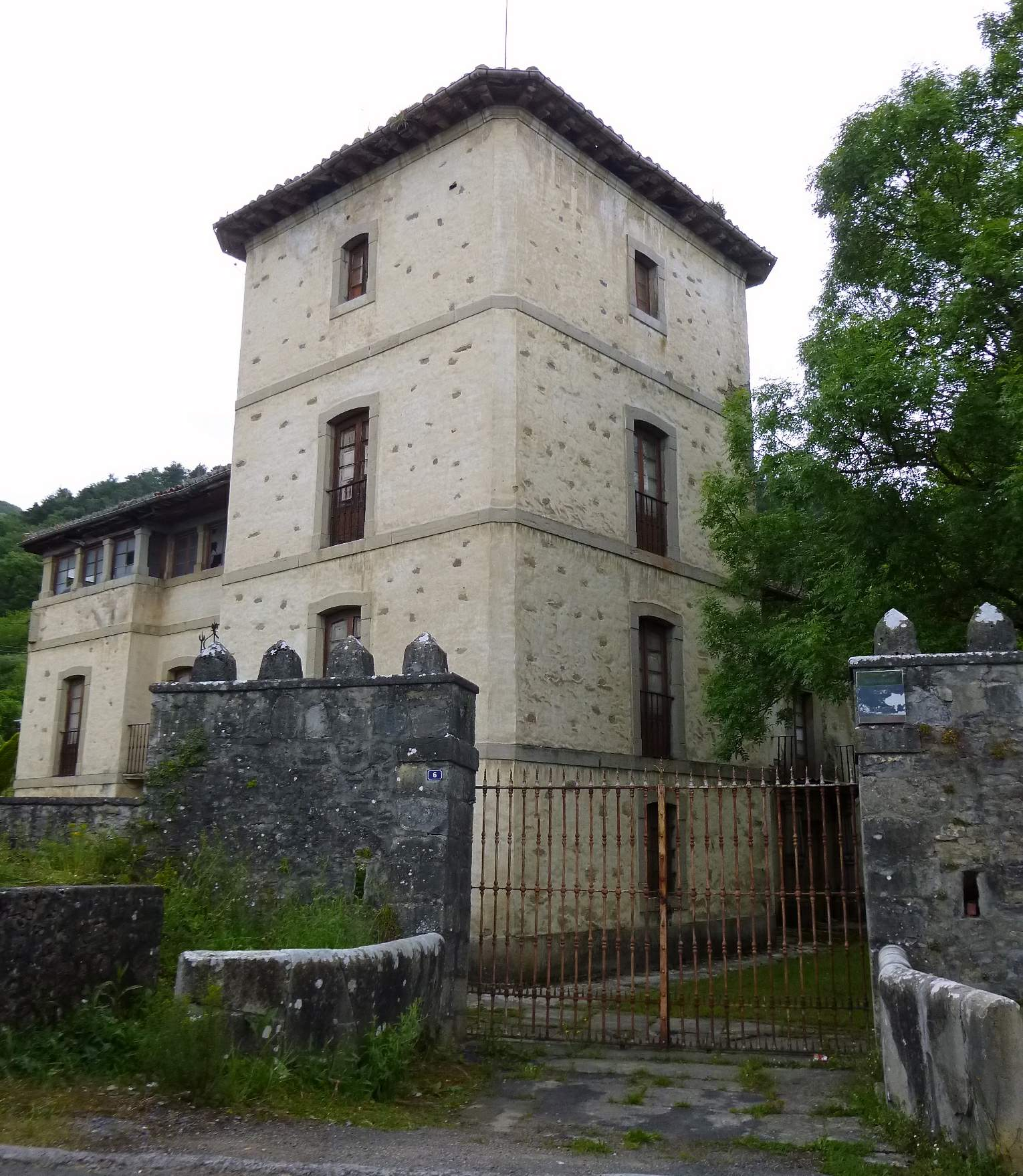
Vista del palacio

Los orígenes del palacio Atxa de Respaldiza, en el municipio de Ayala (Álava, España) remontan a 1639 como nos indica la inscripción del frontón partido de la portada, siendo reconstruido en 1823 por Dámaso Antonio de Acha y Cerrageria y Dña María de los Dolores Cerrageria y Mendieta, alcanzando la configuración que presenta hoy en día.
La finca se compone de un conjunto de edificaciones y elementos de urbanización del jardín, de los cuales el propio palacio Acha, con la capilla anexa, es el principal. Lo completan el edificio de cuadras, cocheras y dependencias de la servidumbre, y elementos tales como dos fuentes de piedra, un camino de losas de piedra y una piscina, como parte del jardín arbolado.
La finca dispone de dos accesos principales abiertos en la tapia de mampostería que rodea la finca: uno peatonal junto a la carretera C-6210, que era el acceso directo desde el núcleo poblacional, y de acceso rodado el otro, al sur junto a la casa, más amplio, flanqueado por sendos muros con troneras defensivas, coronados con almenas piramidales y cerrado por una puerta doble de verja de hierro forjado.

## Descripción
El palacio tiene una planta de componente básica rectangular de 29,50x14 metros aproximadamente, y se compone de dos volúmenes; por una parte la torre de la esquina este, junto al acceso rodado, que consta de planta baja y tres alturas sobresaliendo sobre el conjunto, y por otro el resto del rectángulo de planta baja, y primera, y una segunda solamente para la mitad oeste. Al palacio se une una capilla mediante un pasadizo en plata primera.

### Distribución
El programa del palacio se distribuye de la siguiente manera: en planta baja se distribuyen las estancias más públicas de la casa en la mitad sur, y al norte las de servicio; en plantas primera, segunda y tercera (únicamente dispone ésta la torre) se disponen dependencias de carácter privado tales como dormitorios y diversos salones.
En planta baja dispone de dos accesos principales, enfrentados cada uno de ellos a sendas fuentes de piedra, siendo el acceso del lado sur bajo un porche con un pilar centrado, solado con losas de piedra rectangulares, y la del este marcada por dos columnas decorativas, que sostienen el balcón de planta primera. A través de esta última se accede a una recepción que da paso a una escalera que se desdobla en dos escaleras enfrentadas a partir del segundo tramo, hasta la segunda planta. Una segunda escalera de uso más reducido recorre la torre. Estos accesos sirven a la mitad sur donde se sitúan las estancias principales del palacio, tales como salas de diverso carácter y una biblioteca bajo la torre. Estas dependencias se relacionan directamente con los espacios al sur y al este que constituyen las diversas áreas de disfrute del jardín. Desde esta zona principal de la planta baja también se puede salir hacia el oeste, donde se sitúa la capilla.
Dicha capilla se adapta al relieve del terreno y dispone de un coro de acceso directo desde la planta primera del palacio, y de una pequeña sacristía detrás del altar. La sacristía se separa del altar mediante un muro sobre el que se sitúa una espadaña con hueco de medio punto.
En la mitad norte de la planta baja se sitúan las dependencias de servicio, entre las que se encuentran las cocinas y despensa, dormitorios y comedor del servicio. La comunicación entre las salas de estar del extremo sur y las dependencias del norte se realiza únicamente a través de un estrecho patio central, haciendo una clara distinción entre el espacio servidor y el servido. Esta zona de servicio dispone de un acceso directo desde el norte y se complementa con la casa del guarda donde se ubican cuadras y cocheras, formando un patio de servicio.
Ascendiendo por la escalera principal cubierta por bóvedas entrecruzadas, pasamos a la planta primera en la que se distribuyen unos amplios salones y comedor, y los dormitorios principales de la casa. Desde esta planta se puede acceder directamente, a través de un pasaje al pequeño coro privado sobre la capilla anexa.
Por último la planta segunda da cabida a más dormitorios, situados en la mitad oeste de la misma.

### Fachadas
Los alzados se componen mediante ejes verticales que alinean las ventanas rasgadas de planta baja con las abalconadas con barandilla de hierro de la primera de forma general. Sobre este esquema general surgen una serie de elementos singulares. Así encontramos la portada compuesta en planta baja por la puerta de acceso realizada con dintel y dos jambas de grande tamaño, acompañadas de singulares columnas toscanas de fuste partido que sostienen el balcón superior. En planta primera se accede a este balcón desde una puerta asimismo adintelada y rematada por un frontón curvo partido donde se ubica el escudo de armas de los Acha.
En el alzado sur también surgen variantes sobre el esquema general de composición de las fachadas. Se produce un profundo retranqueo en planta baja organizándose un portalón orientado al sur, dividido por un pilar exento en dos vanos. En planta primera el retranqueo es menor y da lugar a un estrecho balcón corrido cerrado por barandilla de hierro forjado. Por último, en planta segunda, o desván, una sucesión de huecos rectangulares a modo de galería acristalada cubierta por el alero de la cubierta, remata la composición de esta fachada sur.

### Estructura
El palacio se construye a base de muros de mampostería revestida de mortero, y se divide horizontalmente en altura mediante impostas de sillería. Asimismo se recercan los vanos con sillería, con arcos muy rebajados a excepción de los mencionados elementos singulares en las fachadas sur y este. La cubierta de estructura de madera se cubre con teja romana y se remata con un pequeño alero que recorre todo el edificio. Los suelos se cubren con losas de piedra en planta baja y madera en el resto.

### Exteriores
Pasando a los espacios exteriores, enfrentado a la portada principal, al este, descendiendo por una escalinata de piedra accedemos a un pequeño rincón del frondoso jardín delimitado por un banco corrido presidido por una bella fuente de piedra rematada con un frontón curvo, con pila esférica y una inscripción que delata su antigüedad (1 de septiembre de 1855). Otros elementos de interés del jardín son el camino de losas de piedra que lleva al acceso peatonal y el estanque junto a la tapia de mampostería.
Por último, frente al portalón de la fachada sur, se ubica un espacio de descanso y ocio provisto de un pequeño estanque cuadrado con una fuente en forma de vasija semiesférica de piedra. En línea con la fuente y el portalón, sobre la tapia de mampostería que cierra el espacio se sitúa un escudo de armas. Dicha tapia, en su prolongación hacia el este, forma un cubo cilíndrico, sobre el que se abren saeteras y se dispone un banco corrido en torno a una mesa de piedra circular.